# Crypsithyris spelaea
Crypsithyris spelaea är en fjärilsart som beskrevs av Edward Meyrick 1908. Crypsithyris spelaea ingår i släktet Crypsithyris och familjen äkta malar. Inga underarter finns listade i Catalogue of Life.